# JR西日本アーバン開発
JR西日本アーバン開発株式会社（ジェイアールにしにほんアーバンかいはつ）は兵庫県神戸市東灘区に本社を置く、JR西日本SC開発・JR西日本不動産開発の子会社。不動産・駅ビル関連やショッピングセンターの開発・運営などを担う。

## 沿革
- 1991年 - 3月 株式会社神戸エス・ケイ設立
- 1997年 - 4月 神戸ステーション開発株式会社に社名変更
- 2006年 - 7月 神戸ステーション開発・芦屋ステーションビル・明石ステーションセンターの3社が合併。神戸SC開発株式会社となる。
- 2008年 - 12月 プリエ（現ピオレ姫路ヤング館）オープン
- 2011年 - 3月 プリエごちそう館（現ピオレ姫路ごちそう館）オープン。プリエおみやげ館（現ピオレ姫路おみやげ館）リフレッシュオープン 。
- 2012年
  - 3月 プリコ神戸　リニューアルオープン
  - 4月 三宮・垂水・西明石・六甲道の各ＳＣの名称をプリコに統一
- 2013年
  - 4月 ジョイワンカード発行（ポイントシステムの共通化開始） 。ピオレ姫路　グランドオープン
  - 6月～10月 リブ２・３・５階リニューアル
  - 12月 プリコ六甲道　中央館リニューアルオープン
- 2013年 - 10月～2014年3月 モンテメール４階リニューアル
- 2016年 - ピオレ明石 1月東館 2月西館 リニューアルオープン
- 2017年
  - 3月30日 プリコ垂水 リニューアルオープン
  - 4月1日 ピオレ姫路 館名・営業時間のリニューアル
- 2019年 - 11月 甲子園口グリーンプレイスオープン
- 2020年
  - 3月13日 モンテメール本館・西館 リニューアルオープン
  - 8月1日 JR西日本アーバン開発株式会社に社名変更[4]
- 2021年 - 9月 夙川グリーンプレイスオープン

## 管理運営施設
- ピオレ姫路（姫路駅）
- プリコ西明石（西明石駅）
- ピオレ明石（明石駅）
- プリコ垂水（垂水駅）
- プリコ神戸（神戸駅）
- プリコ三宮（三ノ宮駅）
- リブ住吉（住吉駅）
- プリコ六甲道（六甲道駅）
- モンテメール（芦屋駅）

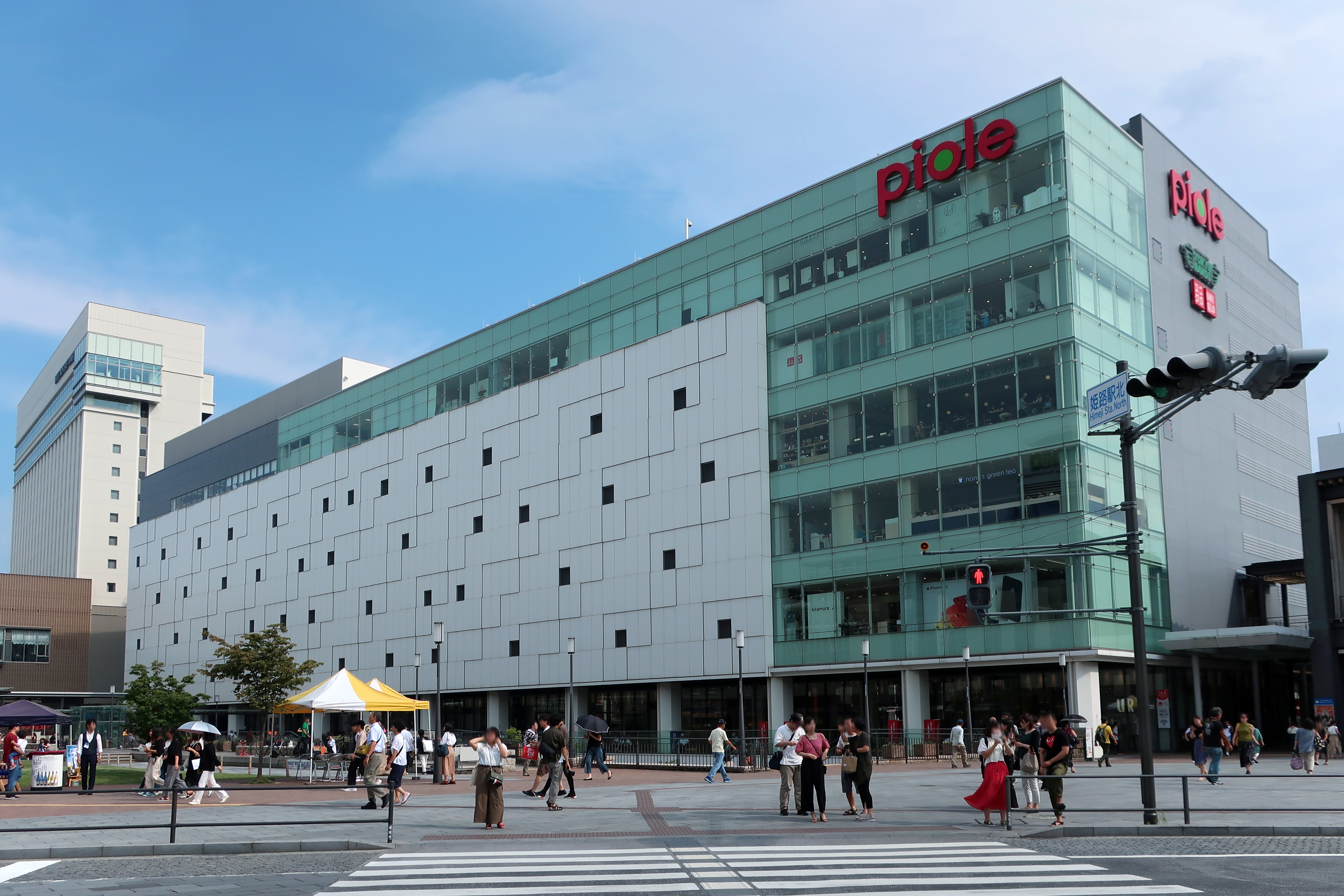
ピオレ姫路

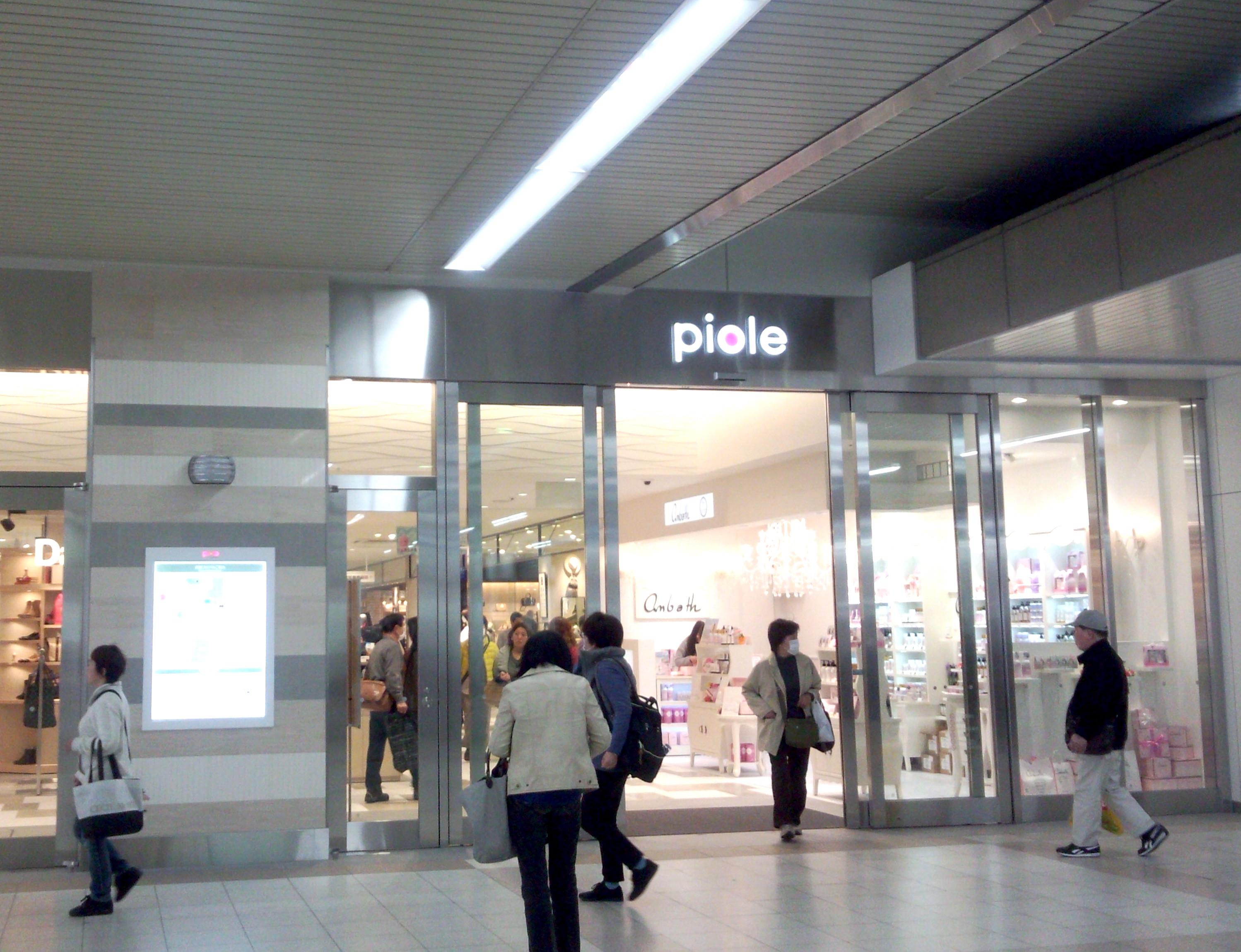
ピオレ明石

- 甲子園口グリーンプレイス（西宮市、JR西日本社宅跡地）
- 夙川グリーンプレイス（同上、JR西日本芦屋変電所・社宅跡地）

### 施設名の由来
「ピオレ（piole）」は、「人々（people）と駅（eki）とを結ぶ橋渡し役として、感動（impression）・独創性（originality）・ライフスタイル（life-style）を提案し続けるショッピングセンターを目指す」ことを意味し、それぞれの頭文字「p e i o l」を組み合わせた造語。
「プリコ（PLiCO）」は、「PLEASURE（楽しみ）とCONVENIENCE（便利）の中心にi（私）がいる」を意味する。

## ポイントカード
- JR西日本アーバン開発株式会社が運営する関連ショッピングセンターで共通して使用できる。
- 名称：JOY ONE CARD（ジョイワンカード）。
- 16歳以上、入会金、年会費は無料。
- 税抜100円で1ポイント[7]、1ポイントで1円相当として会計時に利用できる。